# Prinsenvlag
La Prinsenvlag es una bandera de origen neerlandés consistente en tres franjas horizontales naranja, blanco y azul celeste, todas ellas de igual anchura. En su día fue la bandera nacional de las Provincias Unidas de los Países Bajos y de la Unión Sudafricana. En la actualidad conserva aún en dichos países una fuerte carga identitaria.
Esta bandera es controvertida en los Países Bajos debido a que en el pasado la utilizó el NSB, partido pronazi. En la actualidad, la bandera la utilizan principalmente activistas de extrema derecha y en recreaciones históricas.

## Historia

### Países Bajos

Armas del Principado de Orange, en las que predominan los colores naranja, azul y blanco.

Los orígenes de la bandera se localizan en la revuelta contra los españoles que tuvo lugar en los Países Bajos Españoles tras la imposición del duque de Alba, Fernando Álvarez de Toledo como gobernador (statthouder). Los rebeldes se agruparon en torno a Guillermo el Taciturno, príncipe de Orange y duque de Nassau, que fue nombrado estatúder de Holanda y Zelanda tras la declaración de independencia de las Provincias Unidas de los Países Bajos en 1581.

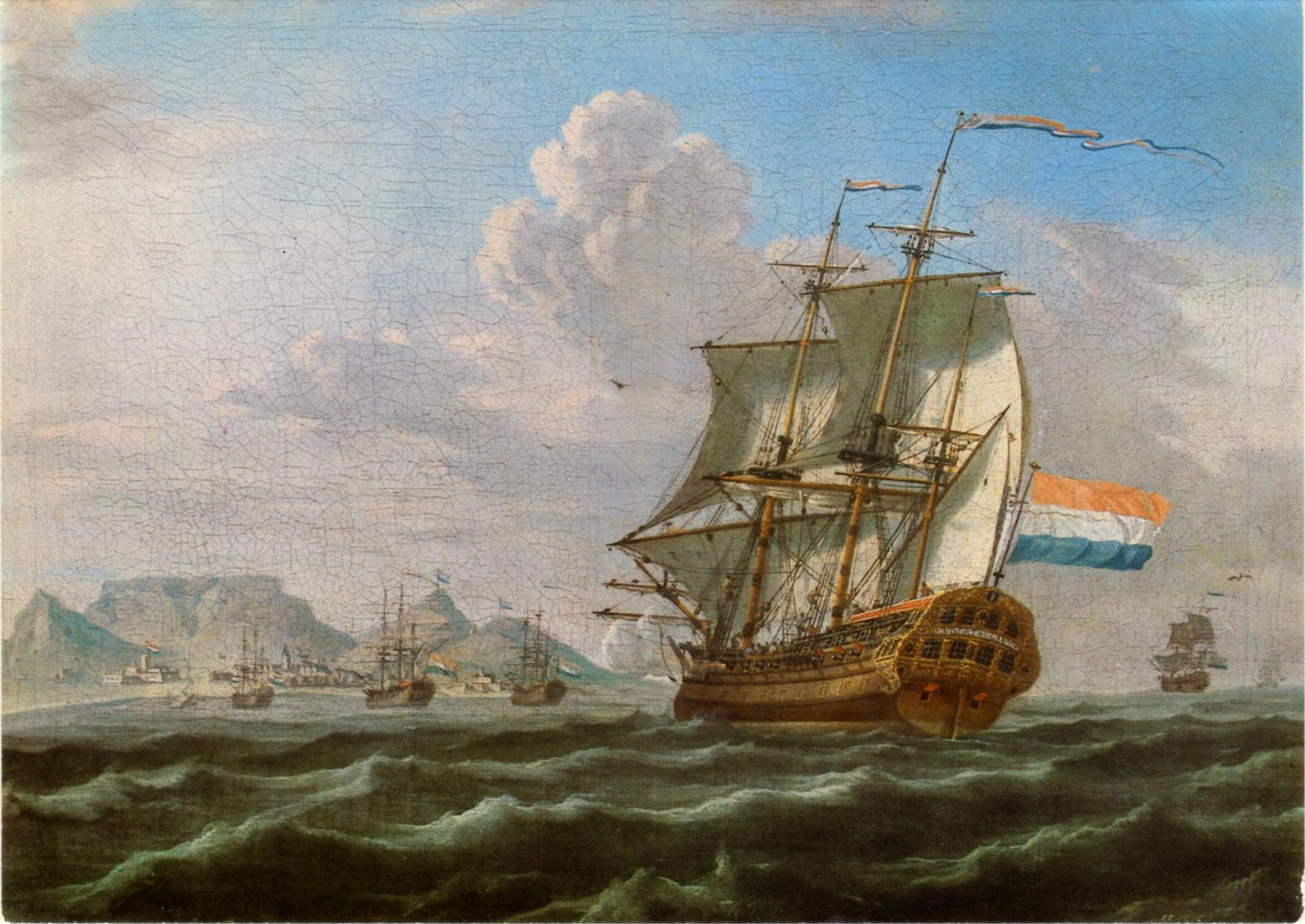
Noord-Nieuwland de la Compañía Neerlandesa de las Indias Orientales en Table Bay (1762) enarbolando la Prinsenvlag.

Los colores de las armas de Guillermo el Taciturno, naranja, blanco y azul celeste, fueron adoptados como enseña por los mendigos del mar, corsarios neerlandeses que progresivamente se fueron haciendo con los puertos costeros de las zonas septentrionales de los Países Bajos Españoles. Aparecieron múltiples modelos con estos colores, en los que se reproducían motivos de todas clases: franjas horizontales, ajedrezados y combinaciones de los emblemas heráldicos de las provincias de Holanda (león) y de Zelanda (olas marinas).
Sin embargo, pronto se popularizaron dos banderas diferentes, denominados popularmente con la expresión Prinsenvlag ("la bandera del príncipe"): La primera de ellas constaba de tres franjas alternativas naranja, blanco y azul, mientras que en la segunda el número total de franjas ascendía a siete, representando a las siete repúblicas que componían las Provincias Unidas. La Prinsenvlag tribarrada se convirtió en la enseña tanto de la marina neerlandesa como de la Compañía Neerlandesa de las Indias Orientales.
Según De Waard (1900), entre 1588 y 1630 la marina holandesa siempre lució la bandera del príncipe y, a partir de 1663, la bandera del estado, con sus colores rojo, blanco y azul. Esta última se introdujo gradualmente entre los años 1630 y 1650 y en 1664 se la denominó "Statenvlag".
En la década de 1930, los partidarios del Movimiento Nacionalsocialista de los Países Bajos (NSB) eligieron el naranja, el blanco y el azul y la bandera del príncipe como símbolo. En 1937, la reina Guillermina firmó un decreto real por el que se establecían los colores rojo, blanco y azul como colores oficiales de la bandera neerlandesa.

### Sudáfrica

Bandera de Sudáfrica entre 1928 y 1994.

En 1928, la Prinsenvlag fue proclamada bandera oficial de Sudáfrica. Durante las primeras décadas de la Unión Sudafricana, los líderes de las dos estirpes blancas que poblaban el país (afrikáners y británicos) habían mantenido fuertes disputas en relación con el asunto de los símbolos nacionales. Tras una larga serie de negociaciones, el gobierno de Barry Hertzog llegó al siguiente acuerdo con el líder de la oposición, Jan Smuts: Sudáfrica tendría dos banderas nacionales diferentes, la Union Jack, símbolo del imperialismo británico, y la Prinsenvlag, la primigenia bandera neerlandesa que fue izada por Jan van Riebeeck en el Cabo de Buena Esperanza el 4 de abril de 1652. En el centro de la Prinsenvlag se incorporaron, además, las banderas británica y de las repúblicas del Transvaal y el Estado Libre de Orange.
Este acuerdo fue criticado por los nacionalistas del Herenidge Nasionale Parti (HNP, Partido de la Reconstrucción Nacional de Sudáfrica) del doctor Malan, quienes propugnaban la adopción de la Prinsenvlag como única bandera de Sudáfrica. Finalmente, el Partido Nacional (Nasionale Parti) terminó aceptando la bandera de 1928, que en 1958 fue proclamada única enseña nacional (excluyendo por tanto a la Union Jack), y que continuó vigente hasta 1994.